# Combretum angustipetalum
Combretum angustipetalum är en tvåhjärtbladig växtart som beskrevs av Emilio Chiovenda. Combretum angustipetalum ingår i släktet Combretum och familjen Combretaceae. Inga underarter finns listade i Catalogue of Life.